# Frequentiemeter
Een frequentiemeter is een meetinstrument dat de frequentie van een wisselspanning meet. Er bestaan zowel analoge als digitale frequentiemeters. De meest gebruikte soorten staan hieronder opgesomd.

## Analoog

### Wijzerfrequentiemeter
Een wijzerfrequentiemeter bezit – in hun eenvoudigste vorm – meestal twee spoelen. De eerste spoel wordt in serie geschakeld met een condensator, zodat daarin een met de frequentie toenemende stroom ontstaat. De tweede spoel wordt in serie geschakeld met een zelfinductie, waardoor de stroom afneemt met een toenemende frequentie. Door nu de verhouding van deze stromen te bepalen zal de wijzerpositie alleen afhankelijk zijn van de frequentie en niet van de spanning.
Wijzerfrequentiemeters zijn verkrijgbaar voor frequenties van 35 t/m 1000 Hz, met een nauwkeurigheid van 0,5%

### Tongenvibratiesysteem

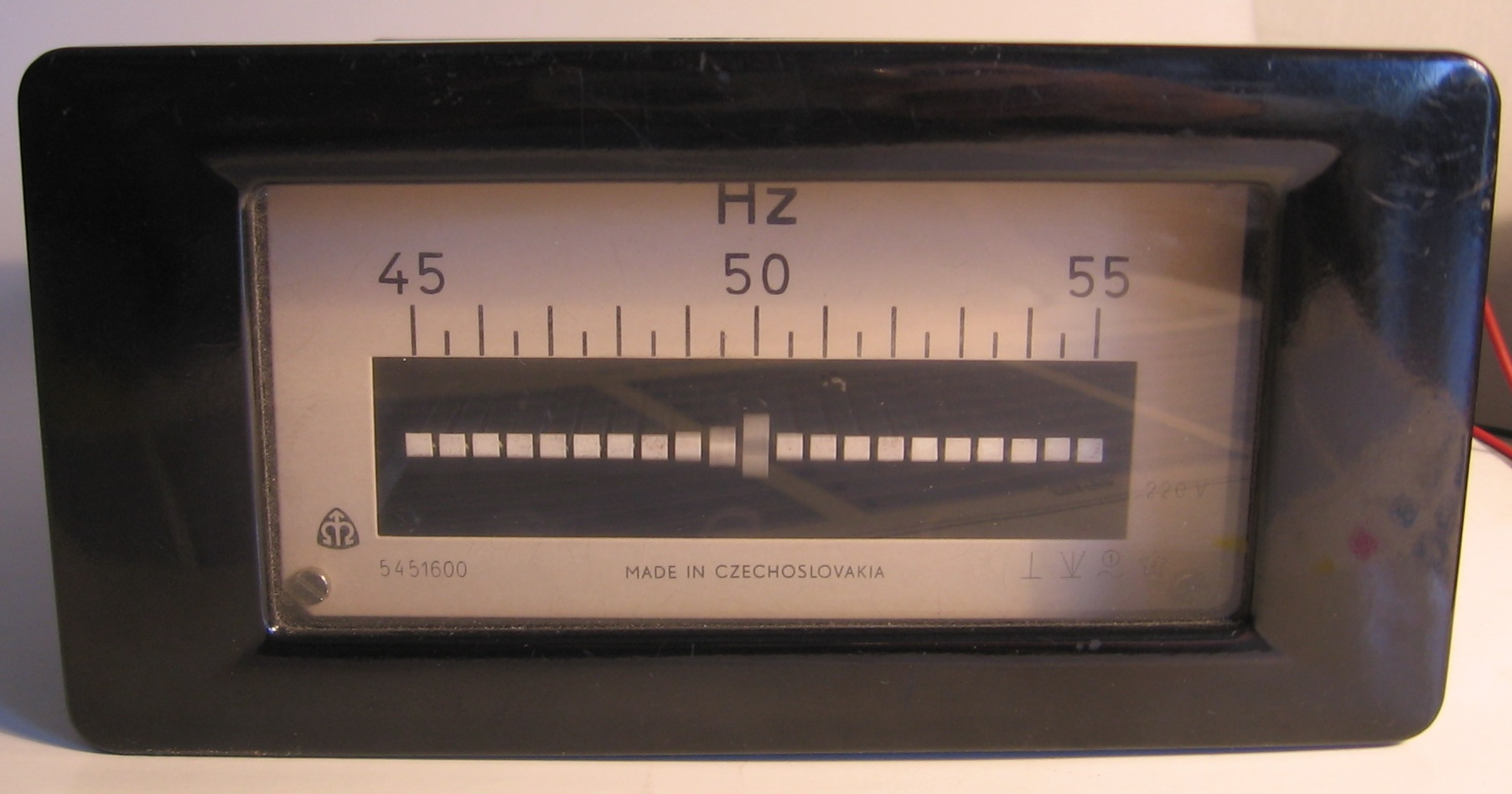
Tongenfrequentiemeter f≈49,9Hz

Hierbij is het meetsysteem voorzien van een aantal tongen die elk een andere gedefinieerde resonantiefrequentie bezitten. Door middel van een elektromagneet die boven de tongen is bevestigd, zal afhankelijk van de aangeboden frequentie de juiste tong gaan resoneren. Via de meetschaal wordt de bijbehorende netfrequentie afgelezen.
Tongenfrequentiemeters voor 50 en 60Hz zijn standaard opbouwd met 7 tot 21 tongen, die onderling ½Hz verschillen in resonantiefrequentie. Omdat de tong tweemaal per periode door de magneet wordt aangetrokken is de resonantiefrequentie het dubbele van de te meten frequentie.
Met de opkomst van digitale meetinstrumenten worden netfrequenties tegenwoordig door elektronische frequentiemeters gemeten.

## Digitaal

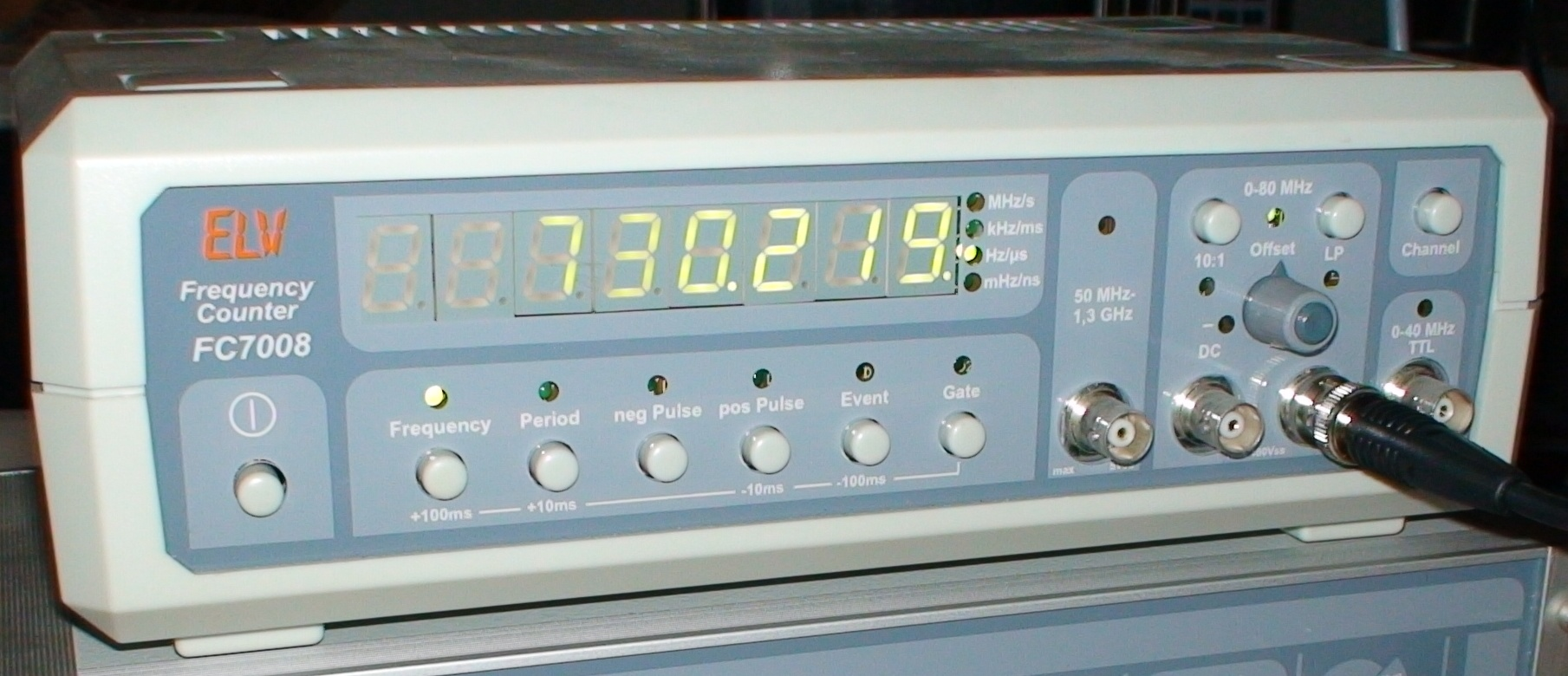
Digitale frequentiemeter

De frequentiemeter telt het aantal periodes binnen een nauwkeurig bekend tijdsbestek (meestal 1 seconde), waarna het resultaat wordt getoond op een digitaal display. Voor het bepalen van de tijdsinterval is in het apparaat een zeer nauwkeurige klok aanwezig.